# Bartlett (Tennessee)
Bartlett es una ciudad ubicada en el condado de Shelby en el estado estadounidense de Tennessee. En el Censo de 2010 tenía una población de 54613 habitantes y una densidad poblacional de 790,66 personas por km².

## Geografía
Bartlett se encuentra ubicada en las coordenadas 35°13′49″N 89°49′19″O / 35.23028, -89.82194. Según la Oficina del Censo de los Estados Unidos, Bartlett tiene una superficie total de 69.07 km², de la cual 69.03 km² corresponden a tierra firme y (0.07%) 0.05 km² es agua.

## Demografía
Según el censo de 2010, había 54613 personas residiendo en Bartlett. La densidad de población era de 790,66 hab./km². De los 54613 habitantes, Bartlett estaba compuesto por el 0.08% blancos, el 0.02% eran afroamericanos, el 0.25% eran amerindios, el 0% eran asiáticos, el 0.04% eran isleños del Pacífico, el 0.85% eran de otras razas y el 1.6% pertenecían a dos o más razas. Del total de la población el 0% eran hispanos o latinos de cualquier raza.